# Noalla (Orense)
Noalla (llamada oficialmente San Salvador de Noalla) es una parroquia y un lugar del municipio español de San Ciprián de Viñas, en la provincia de Orense, Galicia.

## Historia
Hacia mediados del siglo XIX, la parroquia, ya por entonces perteneciente a San Ciprián de Viñas, tenía contabilizada una población de 231 habitantes. Aparece descrita en el duodécimo volumen del Diccionario geográfico-estadístico-histórico de España y sus posesiones de Ultramar de Pascual Madoz con las siguientes palabras:

NOALLA (San Salvador): felig. en la prov., dióc. y part. jud. de Orense (1 leg.), ayunt. de Viñas (1/4). sit. á la izq. del r. Barbaña, con buena ventilacion y clima sano. Tiene unas 47 casas repartidas en el l. de su nombre, en las ald. de Aspera, Castroverde, Puente, Sta. Marta y Veiga, y los cas. de Campo de Pasadan y Regidoiro. La igl. parr. (San Salvador), de la que es aneja la de San Clodio de Pazos, se halla servida por un cura de entrada y de presentacion ecl.: hay tambien una ermita de propiedad particular, y otra del vecindario. Confina el térm. N. Sejalbo; E. Sta. Cruz de Rabeda; O. monte de Aspera, y S. Rante. El terreno participa de monte y llano, y es de buena calidad. prod.: vino, maiz, patatas y pastos: se cria ganado de varias clases, y hay caza de diferentes especies. pobl.: 47 vec., 231 alm. contr.: con su ayunt. (V.).
(Madoz, 1849, p. 167)

## Organización territorial
La parroquia está formada por nueve entidades de población:

### Entidades de población
Entidades de población que forman parte de la parroquia:
- Castroverde
- Noalla
- O Cumial
- Polígono Industrial (Polígono Industrial de San Cibrao das Viñas David Ferrer Garrido')
- Pontenoalla (A Ponte Noalla)
- Reboredo
- Santa Marta
- Veiga

### Despoblado
Despoblado que forma parte de la parroquia:
- Áspera

## Demografía

### Parroquia
| Gráfica de evolución demográfica de Noalla (parroquia) entre 2000 y 2023 |
|                                                                          |
| Datos según el nomenclátor publicado por el INE.                         |

### Lugar
| Gráfica de evolución demográfica de Noalla (lugar) entre 2000 y 2023 |
|                                                                      |
| Datos según el nomenclátor publicado por el INE.                     |